# Andrej Sinjavski
Andrej Donatovitsj Sinjavski (Russisch: Андрей Донатович Синявский) (Moskou, 8 oktober 1925 – Parijs, 25 februari 1997) was een Russisch schrijver, publicist, Goelag-overlever, emigrant en hoogleraar aan de Universiteit van Sorbonne. Hij schreef veelvuldig onder het pseudoniem Abram Terts.

## Leven en werk
Het vroege werk van Sinjavski is enigszins absurdistisch van inslag. Daarmee brak hij, net als zijn literaire evenknie Andrej Amalrik, met de gangbare normen in de Sovjetliteratuur, zowel qua vorm als qua inhoud. Tussen 1959 en 1965 publiceerde Sinjavski zijn werken, vanwege de Sovjet-censuur, onder het pseudoniem Abram Terts in het Westen. De belangrijkste werken uit die periode zijn de politiek-satirische novelle “Het proces begint” (1956, voor het eerst in Frankrijk verschenen in 1959) en de utopisch-fantastische roman “Ljoebimov” (“Als we ons dan toch aan het vertellen van gewone dingen zetten”, vond Terts, “laten we het dan doen vanuit een bovennatuurlijke belichting”).
Toen in de Sovjet-Unie bekend werd dat het in het buitenland verschenen werk van Terts in feite van Sinjavski afkomstig was, werd hij gearresteerd. In een spraakmakend en onwerkelijk proces in 1966 werd hij samen met collega-schrijver Joeli Daniël veroordeeld en verbannen naar de Goelag. Zijn kampervaringen zijn terug te vinden in “Een stem uit het koor” (1973), een verzameling fragmenten uit de brieven die hij vanuit het kamp aan zijn vrouw schreef. In 1971 kwam Sinjavski vroegtijdig vrij.
Vanaf 1973 woonde Sinjavski in Parijs, waar hij aan de Sorbonne Russisch doceerde en samen met zijn vrouw Maria Rosanowa (in het Russisch) het tijdschrift „Syntaxis“ uitgaf. In 1986 verscheen zijn monumentale autobiografie “Goedenacht”, een merkwaardige getuigenis waarin verleden en heden, realiteit en fantasie constant via allerlei associaties en beelden op geraffineerde wijze in elkaar overvloeien.
Sinjavski stierf in 1997 op eenenzeventigjarige leeftijd aan kanker.